# Anthurium gomesianum
Anthurium gomesianum är en kallaväxtart som beskrevs av Marcus A. Nadruz. Anthurium gomesianum ingår i släktet Anthurium och familjen kallaväxter. Inga underarter finns listade.